# Bernard Vallée
Bernard René Louis Vallée (* 5. Oktober 1945 in Aubervilliers; † 2. April 2021 in Rots) war ein französischer Fechter.

## Karriere

### Beruflich
Bernard Vallée gewann 1966 und 1967 WM-Bronze mit der Mannschaft im Säbelfechten. Zudem konnte er 1967 die Goldmedaille bei der Universiade in Tokio sowie bei den Mittelmeerspielen in Tunis gewinnen.
Vallée nahm zudem an den Olympischen Sommerspielen 1968 in Mexiko-Stadt und 1972 in München teil. 1968 belegte er mit dem französischen Team im Mannschaftswettkampf des Säbelfechtens den vierten Platz. 1972 trat er sowohl im Einzel- als auch im Mannschaftswettkampf des Säbelfechtens an.
1969 und 1972 wurde Vallée Französischer Meister.